# Oceans (canción de Pearl Jam)
«Oceans» es una canción del grupo de rock Pearl Jam de su álbum debut Ten, la cual fue lanzada como sencillo a nivel mundial. Es la canción que musical y líricamente se distingue más de las del resto del álbum, siendo la más experimental y tranquila de todas.

## Significado de la letra
La canción está inspirada en la afición de Eddie Vedder por el surf. Después de haber tocado la canción en su aparición en el programa MTV Unplugged de 1992, Vedder comenta: "[esta fue] una pequeña canción de amor que escribí acerca de mi tabla de surf... ".
Pero en el corte final MTV omitió la parte donde decía": No, en realidad es para Beth (novia de Eddie Vedder en ese momento) que espero ver mañana".

## Video musical
El vídeo de la canción, dirigido por Josh Taft, fue filmado en Hawái durante septiembre de 1992. En él se muestran fragmentos de la banda practicando el surf intercalados con el grupo sobre el escenario. Este vídeo solo fue lanzado fuera de los Estados Unidos. Tiempo después fue incluido en el DVD Touring Band 2000 como una característica especial.

## Formatos y listas de canciones
Toda la información está tomada de varias fuentes.
- Sencillo en CD (Estados Unidos, Europa, Australia)
  - Canciones en vivo grabadas por VARA Radio el 8 de junio de 1992 en el Festival Pinkpop en Holanda.

1. "Oceans" (Vedder, Gossard, Ament) – 2:44
2. "Why Go" (En vivo) (Vedder, Ament) – 3:30
3. "Deep" (En vivo) (Vedder, Gossard, Ament) – 4:24
4. "Alive" (En vivo) (Vedder, Gossard) – 5:46

- Sencillo en casete (Australia)
  - Canciones en vivo grabadas por VARA Radio el 8 de junio de 1992 en el Festival Pinkpop en Holanda.

1. "Oceans" (Vedder, Gossard, Ament) – 2:44
2. "Why Go" (En vivo) (Vedder, Ament) – 3:30
3. "Deep" (En vivo) (Vedder, Gossard, Ament) – 4:24
4. "Alive" (En vivo) (Vedder, Gossard) – 5:46